# Gemini 4

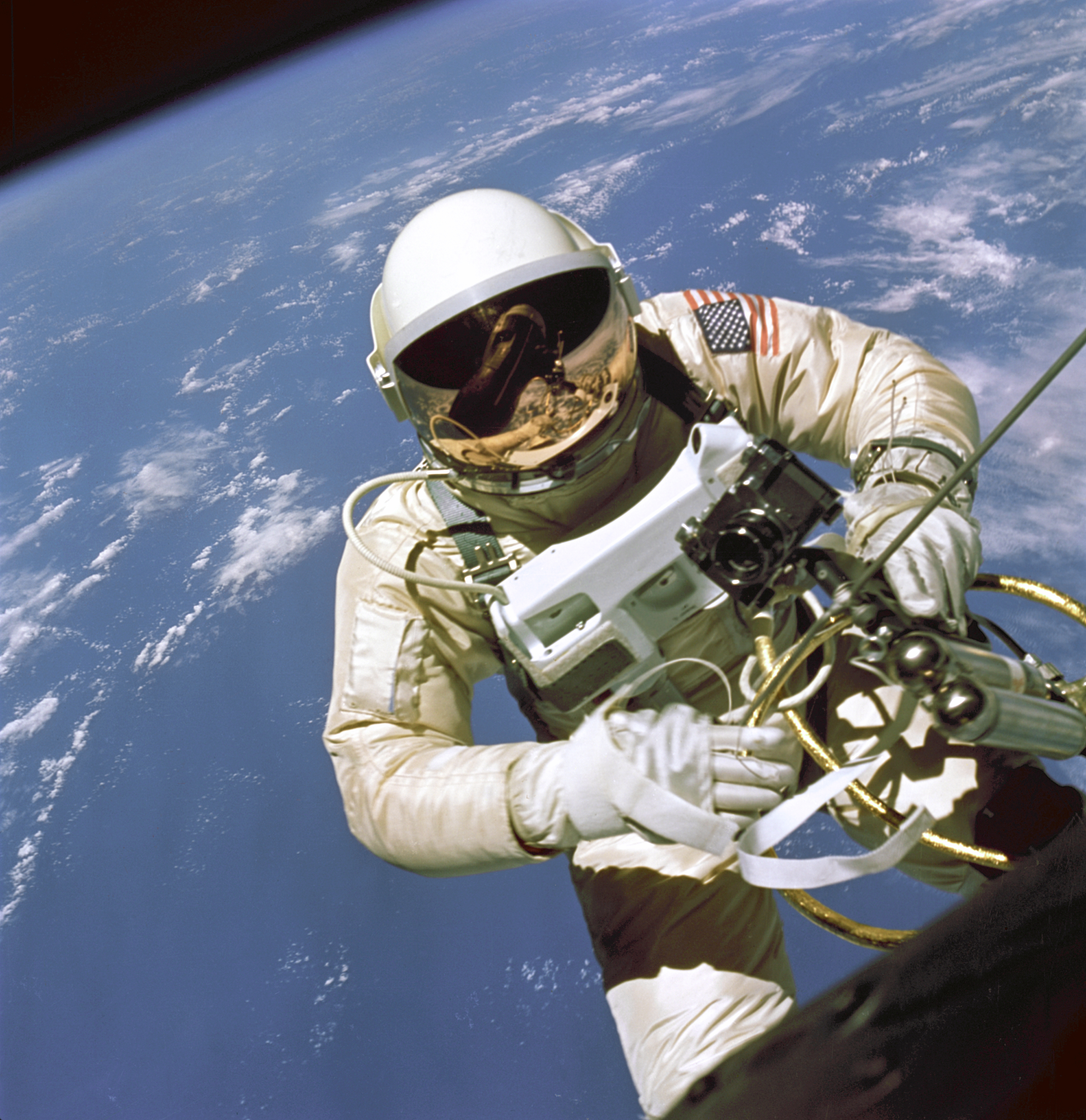
De eerste Amerikaanse ruimtewandeling.

Gemini 4 was in 1965 de tweede van tien bemande ruimtevluchten in het kader van het Amerikaanse Geminiprogramma. Piloot Edward White voerde tijdens deze vlucht als eerste Amerikaan een ruimtewandeling uit.
Dit was de eerste Gemini-vlucht die meerdere dagen duurde. Het belangrijkste doel van de vlucht was om de systemen van het ruimtevaartuig voor langere tijd te testen, en te onderzoeken hoe de bemanning gedurende meerdere dagen in de ruimte functioneerde. Anders dan de Mercury-capsules waren de Gemini's in staat hun baan om de aarde te wijzigen, iets wat noodzakelijk was om een koppeling met een ander ruimtevaartuig tot stand te brengen. Tijdens de vlucht van de Gemini 4 werd dit systeem voor het eerst beproefd. Een echte koppeling stond nog niet op het programma: commandant McDivitt moest proberen zijn capsule vlak bij de uitgebrande tweede trap van de draagraket te manoeuvreren. Hij zag deze op een paar honderd meter afstand in dezelfde baan als hijzelf vliegen en deed datgene wat instinctief voor de hand lag: hij gaf gas. Tot zijn verbazing, en die van de vluchtleiders, raakte hij alleen maar verder van de rakettrap verwijderd. Na het verstoken van de helft van de brandstof, waarbij hij alleen maar verder van zijn doel afraakte, gaf hij het maar op. Uit een analyse achteraf bleek navigeren in de ruimte nogal eigenaardig te werken. Door gas bij te geven raakte een toestel in een hogere baan om de aarde, met een lagere hoeksnelheid. Hierdoor raakte het juist verder verwijderd van datgene wat het probeerde in te halen. De juiste manier om iets in te halen was, paradoxaal genoeg, remmen. Hierdoor kwam de capsule in een lagere baan, met een hogere hoeksnelheid, en begon het doel in te halen. Was dit eenmaal gebeurd, dan pas moest gas worden bijgegeven om weer in dezelfde baan als het doelwit te komen. Toen astronauten en vluchtleiders dit eenmaal beseften verliepen de koppelingen een stuk beter.
De ruimtewandeling die Edward White uitvoerde was de eerste ruimtewandeling door een Amerikaan. Het luik van de Gemini 4 werd 4 uur en 18 minuten na de lancering geopend, en 12 minuten later ging White naar buiten. hij was nog wel met een "umbulical cord" aan zijn ruimtepak met het ruimteschip verbonden. Gezagvoerder James McDivitt maakte vanuit het ruimtevaartuig foto's van de in de ruimte zwevende White. Deze iconische foto's van de astronaut aan zijn "navelstreng" werden over de hele wereld gepubliceerd. White kon manoeuvreren met behulp van een gaspistool, dat fungeerde als een soort stuwraketje. Hij kon zichzelf in een bepaalde richting bewegen door met het gaspistool precies de andere kant op te schieten. Het was de bedoeling dat de ruimtewandeling 9 minuten zou duren, maar White keerde pas terug nadat hij 20 minuten buiten was geweest. In totaal duurde de ruimtewandeling 36 minuten (de tijd tussen openen en sluiten van het luik). Deze ruimtewandeling was haastig in het vluchtschema opgenomen, omdat enkele maanden eerder tijdens de vlucht van de Voschod 2 de Rus Alexei Leonov als eerste in de geschiedenis in de ruimte wandelde.
De volgende twee en halve dag vloog de Gemini 4 in een baan rond de aarde zonder verdere manoeuvres uit te voeren, om zodoende brandstof te besparen.
De capsule van de Gemini 4 landde 65 km naast het beoogde punt in de Atlantische Oceaan.
Gemini 4 was de eerste Amerikaanse ruimtevlucht die werd geregeld vanuit het mission control center in Houston, Texas.
De capsule van de Gemini 4 wordt tentoongesteld in het National Air and Space Museum (Smithsonian Institution) in Washington D.C., Verenigde Staten.